# Third stream
Third Stream, literalmente Tercera corriente, es un término aplicado a un estilo de hacer jazz que, en los años 50 y 60 pretendió ofertar una vía de desarrollo al género desde la influencia de la música clásica. El término fue acuñado por el compositor y solista de trompa, Gunther Schuller, a finales de la década de 1950.
En 2009, el propio Schuller, en sus notas para la edición especial para conmemorar el 50.º aniversario del álbum Sketches of Spain (1960), de Miles Davis, afirmó que, mientras este álbum, junto con los otros dos álbumes de Davis con orquestación de Gil Evans, Miles Ahead (1957) y Porgy and Bess (1958), son las grabaciones más conocidas del género, es el álbum Music for Brass, grabado en 1957 para Columbia, con una orquesta que incluye al propio Davis y a J. J. Johnson, la grabación que más representa el estilo third stream.

## Orígenes del estilo
El término Third Stream fue acuñado por Schuller a finales de los años 50, para describir la música que estaban desarrollando algunos artistas intentando establecer un puente entre las disciplinas y formas musicales europeas y el espíritu y la técnica del jazz. A tal fin, Schuller fundó un Third Stream Department, en el Conservatorio de Nueva Inglaterra.
En sentido amplio, la tercera corriente es parte de un proceso general de abolición de barreras musicales entre las diferentes clases de música. El origen del estilo suele fijarse en la evolución generada a partir de los postulados del Cool y el West Coast jazz, lo que sitúa a muchos otros músicos en la frontera entre ambos.

## Evolución
El trombonista y violonchelista David Baker, el pianista Ran Blake, o el saxofonista y arreglista Bob Graettinger, fueron algunos de los músicos más implicados en la búsqueda de una verdadera third stream, aunque en el entorno de este estilo se han movido un importante número de músicos de peso en la historia del jazz: Modern Jazz Quartet, Gil Evans, Don Ellis, Bill Russo, George Russell, Kobi Arad..., sin necesidad de irse a fusiones mucho más evidentes, como los discos de Jacques Loussier sobre la música de Bach.
Las opciones menos pretenciosas de esta corriente, acaban generando la aparición de un género típicamente europeo, asentado en sellos como ECM, que se conforman en grupos inusuales, dúos o solistas, que prescinden de un gran número de los elementos que habían caracterizado el jazz de los años 40 y 50: Explosiva energía, dureza, expresividad, intensidad, éxtasis y aceptación de la fealdad, para impulsar una estetización del jazz.